# Związek Walki Zbrojnej
Związek Walki Zbrojnej (w skrócie ZWZ, krypt. „SSS”) – Siły Zbrojne w Kraju podczas II wojny światowej, w okresie od 13 listopada 1939 do 14 lutego 1942, przemianowane następnie na Armię Krajową.
ZWZ powstał jako konsekwencja raportu gen. Michała Karaszewicza-Tokarzewskiego, przekazanego przez marszałka Edwarda Śmigłego-Rydza gen. Władysławowi Sikorskiemu, w którym Tokarzewski informował o powstaniu Służby Zwycięstwu Polski. Sikorski przypuszczając, że Tokarzewski wiedział w chwili sporządzenia raportu, że Naczelnym Wodzem został już Sikorski, a raport otrzymał najpierw Śmigły-Rydz, uznał, że jest to objaw nielojalności Tokarzewskiego. Obawiając się braku kontroli ze swej strony nad tą organizacją, rozwiązał SZP, a w jej miejsce powołał ZWZ.

## Organizacja

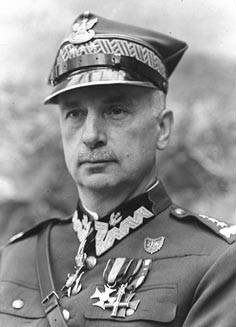
Generał broni Kazimierz Sosnkowski, pierwszy Komendant Główny Związku Walki Zbrojnej (od 13 listopada 1939 do 29 czerwca 1940)

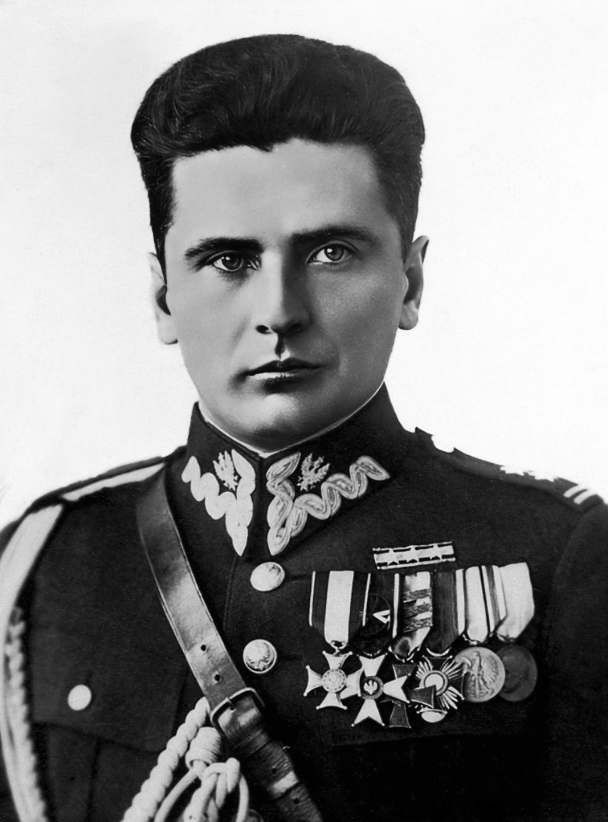
Stefan Rowecki, drugi i ostatni Komendant Główny ZWZ (od 30 czerwca 1940 do 14 lutego 1942)

Po rozwiązaniu Służby Zwycięstwu Polski, powołany w jej miejsce Związek Walki Zbrojnej był formalnie dowodzony z Paryża. Na czele ZWZ stanął jako jego Komendant Główny, gen. „Józef Godziemba” Kazimierz Sosnkowski, który po rozbiciu dowodzonych przez niego oddziałów na przedpolach Lwowa, wobec agresji ZSRR na Polskę przekroczył granicę polsko-węgierską i przedostał się do Francji. Jednak bezpośrednie dowodzenie z odległej Francji organizacją w okupowanej Polsce, przy braku stałej łączności, było właściwie niemożliwe.
Instrukcję gen. Sosnkowskiego z 4 grudnia 1939 o powołaniu do życia ZWZ przywiózł do Warszawy, na początku stycznia 1940, emisariusz Jerzy Michalewski („Dokładny”). Nakazywała ona przekształcenie istniejących już komórek SZP w myśl zasad organizacyjnych ZWZ. Instrukcja, w połączeniu z instrukcją Komitetu Ministrów dla Spraw Kraju o powoływaniu instytucji mężów zaufania (nigdy nie zostali powołani), odrzucała koncepcję ZWZ jako organizacji wojskowo-politycznej na rzecz organizacji wojskowej. Instrukcja nie wspominała o komisarzach cywilnych przy dowództwach obszarów i okręgów, podkreślała natomiast „ogólno-narodowy, ponadpartyjny i ponadstanowy” charakter organizacji. Została też sprecyzowana po raz pierwszy koncepcja „przygotowania powstania zbrojnego na tyłach armii okupacyjnych, które nastąpi z chwilą wkroczenia regularnych wojsk polskich do kraju”.
Komendantowi Głównemu w Paryżu podlegali komendanci Obszarów w kraju: płk Stefan Rowecki (obszar okupacji niemieckiej) i gen. Michał Karaszewicz-Tokarzewski (obszar okupacji sowieckiej).
Po klęsce Francji, depeszą z 18 czerwca 1940 wódz naczelny i premier rządu RP na uchodźstwie gen. Władysław Sikorski mianował płk. Stefana Roweckiego zastępcą komendanta głównego ZWZ z prawem podejmowania samodzielnie pilnych decyzji w przypadku braku łączności z rządem, zaś 30 czerwca Komendantem Głównym, z równoczesnym ustanowieniem Komendy Głównej w kraju. Gen. Sikorski polecił także ścisłą współpracę z Głównym Komitetem Politycznym, który stanowili: Kazimierz Pużak („Bazyli”) – delegowany przez PPS, Aleksander Dębski („Stachurski”) – delegowany przez Stronnictwo Narodowe, Stefan Korboński („Nowak”) – delegowany przez Stronnictwo Ludowe i od maja 1940 Franciszek Kwieciński („Karwat”) – delegowany przez Stronnictwo Pracy. Sekretarzem GKP był emisariusz Jerzy Michalewski („Dokładny”). Rozkaz ten przekazywał władzę wojskową na terenie kraju w ręce oficerów będących w centrum wydarzeń i najlepiej zorientowanych w realiach okupacji.
Komenda Główna podlegała rządowi RP w Londynie uzyskując jednak większą samodzielność w kierowaniu całością życia Polskiego Państwa Podziemnego.

### Struktura organizacyjna
Komenda Główna
komendant – gen. Stefan Rowecki „Grot” („Rakoń”, „Kalina”),
szef sztabu – płk dypl. Janusz Albrecht „Wojciech”.
- Oddział I (organizacyjny) ppłk inż. Antoni Sanojca „Knapik”
- Oddział II (wywiadowczy) ppłk dypl. Wacław Berka „Brodowicz”
  - Wydział ofensywny „IIa”
  - Wydział defensywny „IIb” – kontrwywiad
    - Referaty 991, 992, 993, 994, 995 996, 997, 998, 999
- Oddział III (operacyjno-wyszkoleniowy) płk dypl. Stanisław Tatar „Erazm”
- Oddział IV (kwatermistrzowski) – płk dypl. Adam Świtalski „Dąbrowa”
- Oddział V (łączności) – kpt. Leon Chendyński „Gruda”
  - Wydział łączności radiowej – mjr inż. Józef Srebrzyński „Józef”
  - Wydział łączności konspiracyjnej i kancelaria – Janina Karasiówna „Jadwiga Berg”
- Oddział VI (Biuro Informacji i Propagandy, BlP) – płk dypl. Jan Rzepecki „Rejent” „Prezes”
- Oddział VII (biuro finansowe i kontroli) – ppłk Stanisław Thun „Malcz”
- Służba duszpasterstwa – ks. płk dr Tadeusz Jachimowski „Budwicz”
- Szefostwo biur wojskowych – Ludwik Muzyczka „Jacek”
- Oddziałem dyspozycyjnym Komendy Głównej był batalion sztabowy „Baszta” – kpt. Eugeniusz Ladenberger „Kazimierz”

Struktura terytorialna
- Obszar Nr 1 – Warszawa – komendant gen. bryg. Stefan Rowecki
  - Okręg Warszawa–Województwo „Morskie Oko” – komendant Henryk Józewski, płk dypl. Alojzy Horak „Nesterowicz”, ppłk Franciszek Jachieć „Franciszek”
  - Okręg Warszawa Miasto „Drapacz” – komendant Henryk Józewski „Niemirycz”, płk Zdzisław Zajączkowski „Cieślak”, ppłk Antoni Chruściel „Adam”
  - Okręg Łódź – komendant ppłk Leopold Okulicki, ppłk Stanisław Juszczakiewicz „Kornik”
  - Okręg Kielce-Radom – komendant płk Leopold Endel-Ragis „Leopold”, płk Feliks Jędrychowski „Brzechwa”
- Obszar Nr 2 – Białystok – komendant płk Józef Spychalski „Grudzień”, komendant ppłk Jan Szulc „Borsuk”, płk Władysław Liniarski „Mścisław”, gen. bryg. Julian Filipowicz „Kogan” 
  - Okręg Białystok – komendant mjr Feliks Banasiński, kpt. Antoni Iglewski „Antoni”, płk Józef Spychalski „Grudzień”, ppłk Janusz Prawdzic-Szlaski, ppłk Jan Szulc „Borsuk”, płk Władysław Liniarski „Mścisław”,  gen. bryg. Julian Filipowicz „Kogan”
  - Okręg Nowogródek – komendant ppłk Adam Obtułowicz „Leon”, mjr Jan Szulc
  - Okręg Polesie – komendant kpt. Aleksander Habiniak „Kmicic”, ppor. Ksawery Sasinowski „Rybak”, ppłk Franciszek Faix „Adam”
  - Okręg Stanisławów – komendant ppłk Władysław Smereczyński, ppłk Jan Rogowski „Jastrzębiec”
- Obszar Nr 3 – Lwów – komendant gen. bryg. Kazimierz Sawicki
  - Okręg Lwów – komendant ppłk Władysław Smereczyński
  - Okręg Tarnopol – komendant kpt. Mieczysław Widajewicz „Czerma”, ppłk Franciszek Studziński „Kotlina”
  - Okręg Wołyń – komendant płk Kazimierz Tadeusz Majewski „Grzbiet”
  - Okręg Polesie – komendant kpt. Aleksander Habiniak „Kmicic”
- Obszar Nr 4 – Kraków-Śląsk – komendant płk Julian Filipowicz, gen. Tadeusz Bór-Komorowski „Korczak”
  - Okręg Kraków – komendant płk Julian Filipowicz, płk Zygmunt Miłkowski
  - Okręg Śląsk – por. Józef Korol „Hajducki”, ppłk Henryk Kowalówka
  - Podokręg Zagłębie Dąbrowskie
- Obszar Nr 5 – Poznań
  - Okręg Pomorze – komendant mjr Józef Ratajczak „Karol”, ppłk Rudolf Ostrihansky „Aureliusz”
  - Okręg Poznań – komendant ppłk Rudolf Ostrihansky, kpt. Wacław Kotecki  „Kotecki”
- Okręg Lublin – komendant mjr Józef Spychalski, płk Tadeusz Pełczyński, płk Ludwik Bittner
- Obszar Nr 6 – Toruń[7]
- Samodzielny Okręg ZWZ Wilno – komendant ppłk Nikodem Sulik „Jodko”, ppłk Aleksander Krzyżanowski „Dziemido”[8]

Równocześnie stworzono za granicą bazy dla utrzymywania łączności między komendantem głównym za granicą a komendantami Obszarów w kraju:
- Baza Nr 1 „Romek” na Węgrzech – komendanci: płk dypl. Alfred Krajewski „Polesiński”, „Jasieńczyk” (od stycznia do lipca 1940), p.o. płk Zygmunt Bezeg „Longin” (od listopada 1940 do stycznia 1941), płk dypl. Stanisław Rostworowski „Rola” (od listopada 1940, faktycznie od stycznia 1941 do maja 1942), płk Franciszek Matuszczak „Dod”, „Ozyrys” (od maja 1942 do lutego 1945), kpt. Maria Gleb-Koszańska (od lutego 1945 do końca działania bazy w 1946)[9]
- Baza Nr 2 „Bolek” w Rumunii – komendant płk Stanisław Rostworowski
- Baza Nr 3 „Anna” na Litwie (Kowno) – komendant od 20 stycznia 1940 ppłk. Tadeusz Rudnicki ps. „Wierzba”

W styczniu 1940 Komendant Główny ZWZ swoją „Instrukcją nr 2" zarządził podział całego obszaru Polski na dwie części:
- okupację niemiecką – pod komendą płk. Stefana Roweckiego[11] z siedzibą w Warszawie,
- okupację sowiecką – pod komendą gen. Michała Tokarzewskiego-Karaszewicza[12] z siedzibą we Lwowie.

Były to okręgi, które dzieliły się na obwody, te zaś na placówki (odpowiednik gminy).
Najniższą komórką organizacyjną była 5-osobowa sekcja, kilka sekcji stanowiło pluton. Wyższych organizacyjnie jednostek nie przewidywano, choć plutony mogły się łączyć w celu przeprowadzenia akcji bojowej bądź ćwiczeń.
Gdy gen. Tokarzewski-Karaszewicz został aresztowany przez NKWD w drodze z Warszawy do Lwowa, ZWZ na terenach wschodnich został praktycznie bez komendanta.
Teren okupacji sowieckiej w praktyce nigdy nie otrzymał swego komendanta, a tym samym zamysł organizacyjny o podziale kraju na komendy terenów dwóch okupacji nie doczekał się realizacji. Po 22 czerwca 1941 cały kraj znalazł się pod okupacją niemiecką.